# Вейвлет Хаара
Вейвлет Хаа́ра — один из первых и наиболее простых вейвлетов. Он основан на ортогональной системе функций, предложенной венгерским математиком Альфредом Хааром в 1909 году. Вейвлеты Хаара ортогональны, обладают компактным носителем, хорошо локализованы в пространстве, но не являются гладкими. Впоследствии Ингрид Добеши стала развивать теорию ортогональных вейвлетов и предложила использовать функции, вычисляемые итерационным путём, названные вейвлетами Добеши.

## Построение вейвлета Хаара
Родительская (материнская) вейвлет-функция {\displaystyle \psi (x)} с нулевым значением интеграла {\displaystyle \int \limits _{-\infty }^{\infty }\psi (x)\,dx=0}, определяющая детали сигнала, задается следующим образом:
{\displaystyle \psi (x)={\begin{cases}1,&0\leqslant x<1/2\\-1,&1/2\leqslant x<1\\0,&x\notin [0,\;1)\end{cases}}}
Масштабирующая функция {\displaystyle \varphi (x)} с единичным значением интеграла {\displaystyle \int \limits _{-\infty }^{\infty }\varphi (x)\,dx=1}, определяющая грубое приближение (аппроксимацию) сигнала, постоянна:
{\displaystyle \varphi (x)={\begin{cases}1,&0\leqslant x<1\\0,&x\notin [0,\;1)\end{cases}}}

## Преобразование Хаара
Преобразование Хаара используется для сжатия входных сигналов, компрессии изображений, в основном цветных и черно-белых с плавными переходами. Идеален для картинок типа рентгеновских снимков. Данный вид архивации известен довольно давно и напрямую исходит из идеи использования когерентности областей. Степень сжатия задается и варьируется в пределах 5-100. При попытке задать больший коэффициент на резких границах, особенно проходящих по диагонали, проявляется «лестничный эффект» — ступеньки разной яркости размером в несколько пикселов.

### Преобразование Хаара для одномерного сигнала
Пусть имеется одномерный дискретный входной сигнал {\displaystyle S}. Каждой паре соседних элементов ставятся в соответствие два числа: {\displaystyle a_{i}={\frac {S_{2i}+S_{2i+1}}{2}}} и {\displaystyle b_{i}={\frac {S_{2i}-S_{2i+1}}{2}}}. Повторяя данную операцию для каждого элемента исходного сигнала, на выходе получают два сигнала, один из которых является огрубленной версией входного сигнала — {\displaystyle a_{i}}, а второй содержит детализирующую информацию, необходимую для восстановления исходного сигнала. Аналогично, преобразование Хаара может быть применено к полученному сигналу {\displaystyle a_{i}} и тд.

#### Пример
Пусть входящий сигнал представляется в виде строки из 8 значений яркости пикселов ({\displaystyle S}): (220, 211, 212, 218, 217, 214, 210, 202).
После применения преобразования Хаара получаются следующие две последовательности {\displaystyle a_{1}} и {\displaystyle b_{1}}: (215.5, 215, 215.5, 206) и (4.5, −3, 1.5, 4). Стоит заметить, что значения {\displaystyle b_{1}} достаточно близки к 0.
Повторяя операцию, применительно к последовательности {\displaystyle a_{1}}, получаем: (215.25, 210.75) (0.25, 4.75).
На примере преобразования Хаара хорошо видна структура дискретного вейвлет-преобразования сигнала. На каждом шаге преобразования сигнал распадается на две составляющие: приближение с более низким разрешением (аппроксимацию) и детализирующую информацию.

### Преобразование Хаара для двумерного сигнала
Двумерное преобразование Хаара — это не что иное, как композиция одномерных преобразований Хаара. Пусть двумерный входной сигнал представляется матрицей {\displaystyle S}. После применения одномерного преобразования Хаара к каждой строке матрицы {\displaystyle S} получаются две новые матрицы, строки которых содержат аппроксимированную и детализирующую часть строк исходной матрицы. Аналогично к каждому столбцу полученных матриц применяют одномерное преобразование Хаара и на выходе получают четыре матрицы, одна из которых является аппроксимирующей составляющей исходного сигнала, а три оставшиеся содержат детализирующую информацию — вертикальную, горизонтальную и диагональную.